# NGC 6813
NGC 6813 est une nébuleuse en émission associée à un amas ouvert située dans la constellation du Petit Renard,. NGC 6813 a été découverte en 1864 par l'astronome allemand Albert Marth.
On a découvert une source infrarouge associée à un amas ouvert dans cette nébuleuse. La désignation de cette source est IRAS 19383+2711,.

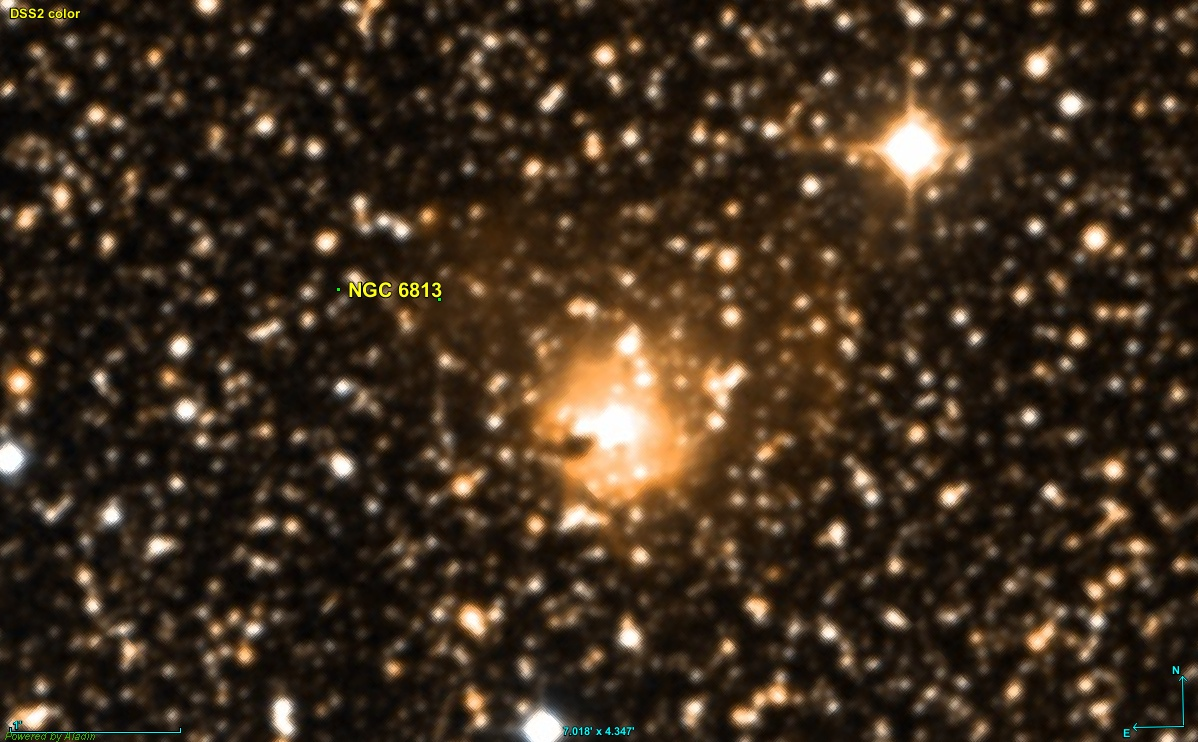
NGC 6813 en lumière visible par le relevé DSS.
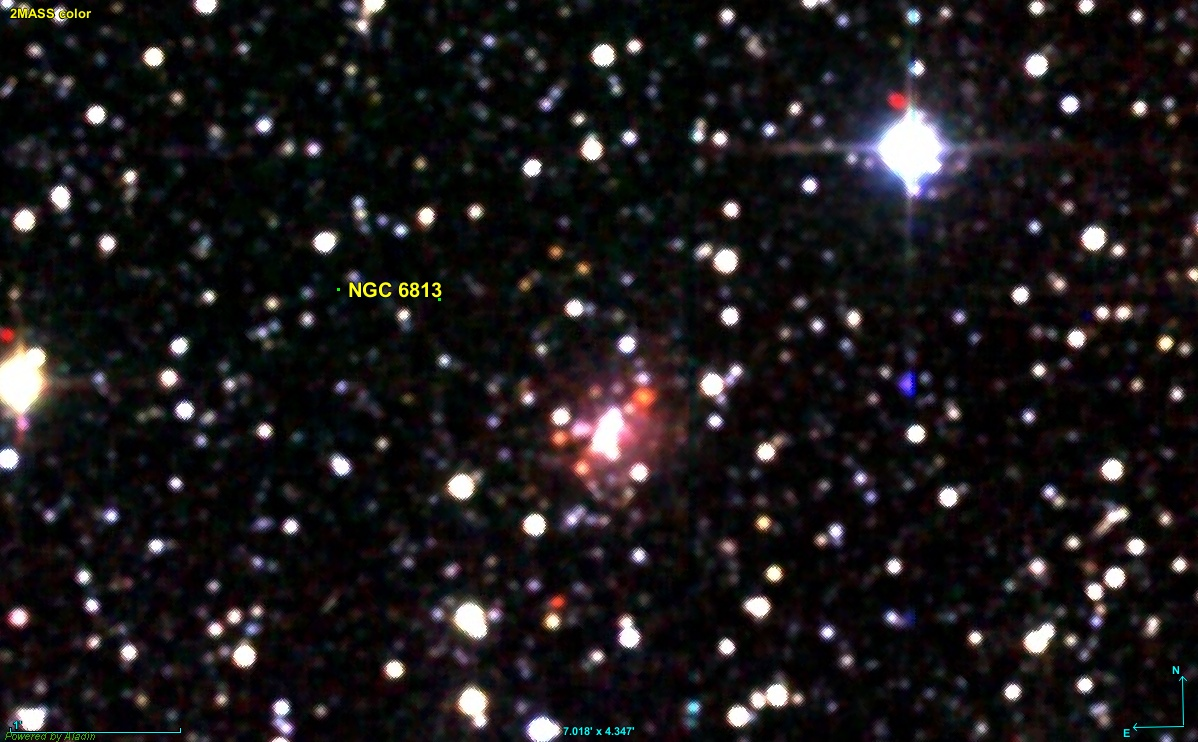
NGC 6813 en infrarouge par le relevé 2MASS. Grâce aux données captées par 2MASS, on a pu découvrir un amas ouvert dans la nébuleuse[4].